# 国家航天局
39°55′19.43″N 116°18′38.21″E / 39.9220639°N 116.3106139°E
国家航天局（英文缩写为），简称航天局，是负责管理中华人民共和国民用航天和国际空间合作事务的国务院部委管理的国家局，由工业和信息化部对外保留牌子。
国家航天局负责对航天活动（不含载人航天、军事航天）实施行业管理，使其稳定、有序、健康、协调地发展。代表中华人民共和国政府组织或领导开展航天领域对外交流与合作等活动。

## 沿革

### 建国初期
1956年3月14日，中央军委决定成立国防部航空工业委员会，作为航空与导弹工业的主管机构，直属于国防部。同年10月8日，国务院、中央军委批准国防部航委主任聂荣臻的建议，同意在国防部航委下设国防部第五局、国防部第五研究院，分别作为导弹工业行政管理和科学研究机构。1957年3月1日，国防部航委决定，撤销国防部第五局，将国防部五局的职责并入国防部第五研究院。1958年5月19日，中央军委决定组建国防部第五部，负责核与导弹工业科研、部队管理及其装备计划工作。1959年4月，中央军委决定将国防部第五部、国防部国防科学技术委员会、总参谋部装备计划部科研处的职责整合，组建新的国防部国防科学技术委员会，统一领导国防工业管理工作。
1964年11月23日，中共中央、国务院发出通知，以国防部第五研究院为基础，从第三机械工业部、第四机械工业部、第五机械工业部及其他有关部门和地方省市抽调若干工厂和事业单位，拟调整组建中华人民共和国第七机械工业部，作为国务院组成部门，统一管理航天工业、导弹工业研究、设计、试制、生产和基本建设工作。1965年1月4日，三届全国人大一次会议通过决议，批准设立第七机械工业部。第七机械工业部内设办公厅、计划司、科研局、教育局、生产局、技术安全司、财务司、劳动工资司、行政司、基本建设司、物资局、政治部、中央监委派驻监察组。1965年2月，国防部五院职责划入七机部，撤销国防部五院建制。
1975年7月，根据国务院、中央军委的决定，将第七机械工业部的战术导弹生产研制职责划出，组建战术导弹工业总局（第八机械工业总局），内设政治部、办公室和6个组。1979年7月，战术导弹工业总局（第八机械工业总局）改称中华人民共和国第八机械工业部。

### 改革开放后
1981年9月7日，全国人大常委会决定，撤销第八机械工业部，将七机部、八机部的职责整合，重新组建第七机械工业部，作为国务院组成部门。1982年5月4日，根据全国人大常委会的决定，组建中华人民共和国航天工业部，主管国家航天工业事务。航天工业部内设机构为办公厅、行政司、综合计划司、财务司、劳动工资司、教育司、外事司、质量技术司、民品司、基本建设局、物资局、科研生产局、预研局、老干部管理局。
1988年4月，根据七届全国人大一次会议通过的《国务院机构改革方案》，决定将航天工业部、航空工业部的职责整合，组建中华人民共和国航空航天工业部，仍为国务院组成部门。航空航天工业部机关设办公厅、17个司和直属机关党委。
1993年3月，根据八届全国人大一次会议通过的《国务院机构改革方案》，决定撤销航空航天工业部，实行航天工业政企分开，分别组建中国航空工业总公司、中国航天工业总公司。航天工业总公司对外保留国家航天局牌子。
1998年3月，九届全国人大一次会议通过《国务院机构改革方案》，决定重新组建国防科学技术工业委员会，将中国航天工业总公司代管的航天工业行政管理职责统归国防科工委。国防科工委对外保留国家航天局牌子。
2008年3月15日，第十一届全国人民代表大会第一次会议通过《第十一届全国人民代表大会第一次会议关于国务院机构改革方案的决定》，批准《国务院机构改革方案》。方案规定：“组建工业和信息化部。将国家发展和改革委员会的工业行业管理有关职责，国防科学技术工业委员会核电管理以外的职责，信息产业部和国务院信息化工作办公室的职责，整合划入工业和信息化部。组建国家国防科技工业局，由工业和信息化部管理。国家烟草专卖局改由工业和信息化部管理。不再保留国防科学技术工业委员会、信息产业部、国务院信息化工作办公室。”工业和信息化部对外保留国家航天局牌子。

## 职责
根据有关规定，国家航天局承担下列职能：
1. 研究拟定国家航天政策和法规。
2. 研究制定国家航天发展规划、计划和行业标准。
3. 重大航天科研项目的组织论证与立项审批，並负责监督、协调重大航天科研项目的执行。
4. 航天领域政府及国际组织间的交流与合作。

## 机构设置
根据有关规定，国家航天局内设机构为副司局级。国家航天局设置下列机构：

### 内设机构
- 综合司
- 发展计划司
- 系统工程司
- 科技与质量司
- 外事司
- 协调司
- 国际合作协调委员会秘书局

### 咨询议事机构
- 国家航天局国际合作协调委员会

### 直属事业单位
- 国家航天局探月与航天工程中心（国家国防科技工业局探月与航天工程中心）
- 国家航天局对地观测与数据中心
- 国家航天局航天遥感论证中心
- 国家国防科技工业局新闻宣传中心（国家航天局新闻宣传中心）

### 派出机构
- 国家航天局驻俄罗斯代表处

### 主管社会团体
- 中国宇航学会
- 中国遥感应用协会
- 中国空间法学会
- 中国航天基金会

### 共建单位
- 国家航天局引力波研究中心（中山大学天琴中心）
- 国家航天局空间碎片监测与应用中心
- 国家航天局卫星总装集成测试中心
- 国家航天局空间法律中心
- 深空探测实验室

## 历任领导
| 局长 1. 刘纪原（1993年4月－1998年4月，航天工业总公司总经理兼） 2. 栾恩杰（1998年4月－2004年4月23日，国防科工委副主任兼） 3. 孙来燕（2004年4月23日－2008年3月21日，国防科工委副主任兼；2008年3月21日－2010年5月2日，兼国防科工局副局长，副部长级） 4. 陈求发（2010年7月31日－2013年1月26日，工业和信息化部副部长、国防科工局局长兼） 5. 马兴瑞（2013年3月19日－2013年12月20日，工业和信息化部副部长、国防科工局局长兼） 6. 许达哲（2013年12月25日－2016年9月5日，工业和信息化部副部长、国防科工局局长兼） 7. 唐登杰（2017年5月29日－2018年1月10日，工业和信息化部副部长、国防科工局局长兼） 8. 张克俭（2018年5月17日－2025年1月8日，工业和信息化部副部长、国防科工局局长兼） 9. 单忠德（2025年1月8日－，工业和信息化部副部长、国防科工局局长兼） | 副局长 - 王礼恒（1993年5月－1998年3月，航天工业总公司副总经理兼） - 栾恩杰（1993年5月－1998年4月，航天工业总公司副总经理兼） - 白拜尔（1993年5月－1998年3月，航天工业总公司副总经理兼） - 夏国洪（1993年5月－1998年3月，航天工业总公司副总经理兼） - 孙来燕（1999年－2004年4月） - 金壮龙（2004年6月－2005年7月） - 罗格（2004年11月－2014年9月） - 吴艳华（2014年9月－2023年7月） - 徐占斌（2023年7月－2024年2月） - 卞志刚（2024年2月至今，国防科工局副局长兼） 总工程师 …… - 李国平（2023年2月－） |